# Carl Patric Ossbahr
Carl Patric Ossbahr, född den 8 december 1893 i Stockholm, död där den 17 december 1985, var en svensk ämbetsman och politiker. Han var son till Richard Ossbahr.
Ossbahr blev juris kandidat 1919. Han var amanuens i Nedre justitierevisionen 1923–1939 (extra protokollssekreterare där 1925). Från 1933 hade Ossbahr protokollssekreterares namn. Han blev advokat 1949. Ossbahr gjorde sig känd som en stridbar representant av Sveriges höger. Han var ledamot av Stockholms stadsfullmäktige 1927–1946 och 1950–1962 och av Stadskollegiet från 1930. Åren 1933–1936 var Ossbahr ledamot av andra kammaren i Sveriges riksdag. Han vilar på Norra begravningsplatsen utanför Stockholm.